# José Antonio Camacho
José Antonio Camacho Alfaro (ur. 8 czerwca 1955 w Ciezie) – hiszpański trener i piłkarz występujący na pozycji obrońcy.

## Kariera piłkarska
W wieku 17 lat został piłkarzem Realu Madryt, w którego barwach, z roczną przerwą spędzoną na wypożyczeniu w Realu Castilla, występował przez prawie dwadzieścia lat. Na lewej obronie Realu rozegrał ponad 400 meczów w lidze, dziewięciokrotnie triumfował z nim w rozgrywkach o mistrzostwo kraju i dwa razy w Pucharze UEFA.
Na przełomie lat 70. i 80. był także filarem linii defensywnej reprezentacji Hiszpanii. W 1984 roku zdobył z nią wicemistrzostwo Europy, ponadto brał udział w Mundialach 1982 (druga runda) i w 1986 (ćwierćfinał) oraz Euro 1988 (faza grupowa). Po porażce 0:2 z RFN w Euro 1988 ogłosił koniec kariery reprezentacyjnej.
Sportową karierę zakończył rok później, w wieku 34 lat.

## Sukcesy piłkarskie
- mistrzostwo Hiszpanii 1975, 1976, 1978, 1979, 1980, 1986, 1987, 1988 i 1989 oraz Puchar UEFA 1985 i 1986 z Realem Madryt

## Kariera szkoleniowa
Przez rok prowadził drużynę juniorów Realu Madryt. W tym czasie był również asystentem trenera pierwszego zespołu.
Samodzielną pracę szkoleniową rozpoczął w 1992 roku z drugoligowym wówczas Rayo Vallecano. Jeszcze w tym samym sezonie wprowadził madrycki klub do Primera División, po czym odszedł do Espanyolu Barcelona, zespołu także z zaplecza hiszpańskiej ekstraklasy.
W sezonie 1994–1995 wywalczył awans z Espanyolem do pierwszej ligi. Później prowadził Sevillę oraz ponownie Espanyol. W 1998 roku był trenerem Realu Madryt. Po 22 dniach pracy w tym klubie, nie mogąc dogadać się z prezesem Lorenzo Sanzem, złożył dymisję.
Jesienią 1998 roku reprezentacja Hiszpanii przegrała w eliminacjach do Euro 2000 z Cyprem. Zwolnionego selekcjonera Javiera Clemente zastąpił właśnie Camacho. Czteroletnia kadencja na stanowisku trenera kadry oceniana jest przez wielu komentatorów pozytywnie. Większość z nich podkreśla, że Camacho znacznie uatrakcyjnił styl gry reprezentacji, która za jego czasów zdobywała dużo bramek (w eliminacjach do Euro 2000: bilans 40–2). Mimo iż selekcjoner opierał kadrę na doświadczonych graczach, to udało mu się wprowadzić do pierwszej jedenastki młodych, którzy w roku 2008 zdobyli mistrzostwo Europy (Iker Casillas, Carles Puyol i Xavi). Z obu turniejów, na których Hiszpania startowała pod jego wodzą – Euro 2000 i Mundialu 2002 - odpadła w ćwierćfinałach, w pechowych okolicznościach. W 2000 roku przegrała 1:2 z przyszłymi triumfatorami Francuzami, a dwie minuty przed końcem meczu Raúl nie wykorzystał rzutu karnego. Dwa lata później po rzutach karnych uległa Korei Południowej. W tym meczu sędzia nie uznał Hiszpanom dwóch prawidłowo strzelonych goli. Po mistrzostwach świata Camacho podał się do dymisji.
Od 2002 do 2004 roku był szkoleniowcem Benfiki, z którą dwukrotnie zdobył wicemistrzostwo Portugalii i raz Puchar tego kraju.
W połowie 2004 roku powrócił do Realu Madryt, ale podobnie jak sześć lat wcześniej szybko zrezygnował z posady. Odszedł po kilku miesiącach pracy, po porażce 0:3 z Bayerem 04 Leverkusen w Lidze Mistrzów i 0:1 z Espanyolem cztery dni później.
21 sierpnia 2007 ponownie prowadził Benficę, jednak już na początku marca 2008 podał się do dymisji. Powodem tej decyzji były słabe wyniki, osiągane przez jego drużynę.
We wrześniu 2008 roku ogłoszono, że Camacho zostanie nowym trenerem CA Osasuna. Prowadzona przez niego drużyna dwukrotnie kończyła sezon w środkowych rejonach tabeli hiszpańskiej ekstraklasy (15. miejsce w sezonie 2008–2009 i 12. w sezonie 2009–2010). Latem 2010 roku pojawiła się informacja, że Camacho może zostać szkoleniowcem Legii Warszawa, jednak ostatecznie przy Łazienkowskiej pojawił się Maciej Skorża.
14 lutego 2011 roku został zwolniony z posady trenera Osasuny. 14 sierpnia 2011 roku objął funkcję trenera reprezentacji Chin i pełnił ją do 2013 roku.

## Sukcesy szkoleniowe
- awans do Primera División w sezonie 1992–1993 z Rayo Vallecano
- awans do Primera División w sezonie 1994–1995 z Espanyolem Barcelona
- ćwierćfinał Euro 2000 i Mundialu 2002 z reprezentacją Hiszpanii
- wicemistrzostwo Portugalii 2003 i 2004 oraz Puchar Portugalii 2004 z Benficą